# Kiwi Football Club
O Kiwi Football Club é um clube de futebol da Samoa. Disputa o Campeonato Samoano de Futebol. É o maior campeão do futebol de Samoa com 9 títulos sendo 7 ligas e 2 copas, todos nacionais.

## Títulos
- Campeonato Samoano (7): 1984, 1985, 1997, 2010/11, 2011/12, 2013/14, 2018
- Copa de Samoa (2): 2010, 2014